# Estenose da artéria renal
A estenose da artéria renal é o estreitamento da artéria renal, na maioria dos casos em consequência de aterosclerose ou de displasia fibromuscular. Este estreitamento pode impedir a corrente sanguínea de irrigar o rim afectado. Entre as possíveis consequências da estenose da artéria renal estão a hipertensão arterial e a atrofia do rim, o que pode resultar em insuficiência renal caso não seja tratada.